# اولبا
اولبا (قزاقی: ءۇلبی، Үлбі) رودی در کشور قزاقستان است که در شهر اوسکمن به رود ایرتیش می پیوندد.

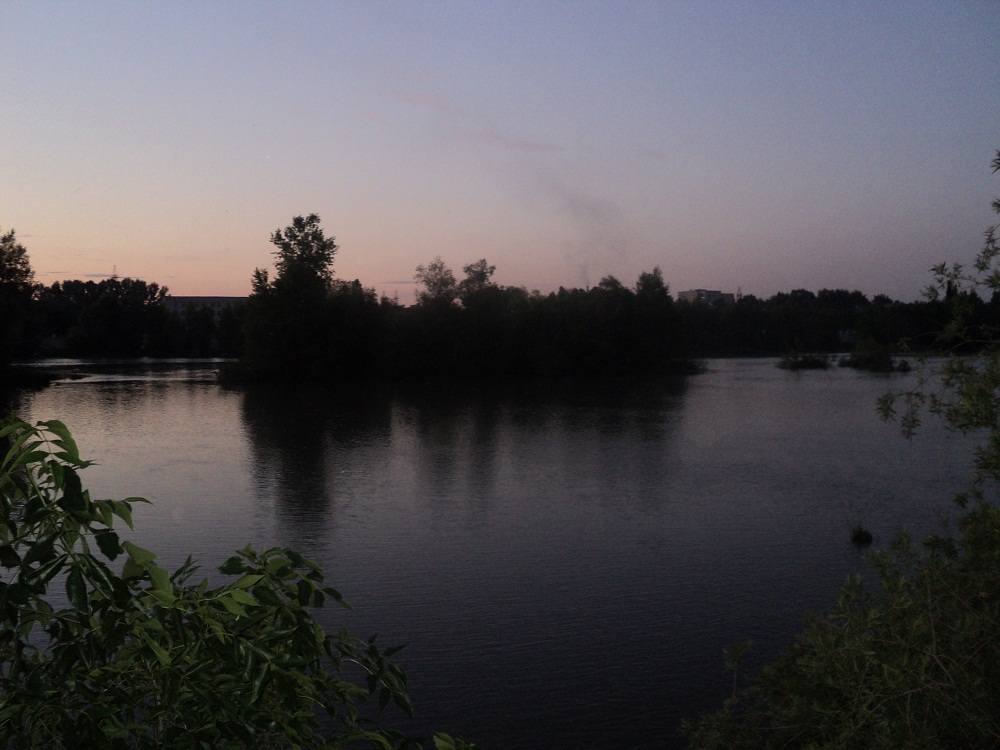
نمایی از رود اولبا